# Christian Seznec
Christian Seznec (Brest, 19 de noviembre de 1952) fue un ciclista francés, que fue profesional entre 1975 y 1984. Durante su carrera profesional destacan dos victorias de etapa al Tour de Francia, una el 1978 y el otro el 1979. Corrió junto a Raymond Poulidor y Joop Zoetemelk.

## Palmarés
- 1974
  - 1.º en el Tour del Yonne
- 1975 
  - 1.º en el Premio de Le Quillo
  - Vencedor de una etapa de la Semana Catalana
- 1977
  - Vencedor de una etapa al Ruta del Sur
- 1978 
  - 1.º en el Premio de Concarneau
  - Vencedor de una etapa en el Tour de Francia
  - Vencedor de una etapa en el Critèrium del Dauphiné Libéré
- 1979 
  - 1.º en la Route Nivernaise
  - Vencedor de una etapa en el Tour de Francia
- 1983
  - Vencedor de una etapa del Tour del Sudeste

## Resultados en grandes vueltas y campeonato del mundo
| Carrera         | 1976 | 1977 | 1978 | 1979 | 1980 | 1981 | 1982 | 1983 | 1984 |
| --------------- | ---- | ---- | ---- | ---- | ---- | ---- | ---- | ---- | ---- |
| Giro de Italia  | -    | -    | -    | -    | -    | -    | -    | 24.º | -    |
| Tour de Francia | 29.º | 22.º | 5.ª  | 22.ª | 6.º  | 36.º | 39.º | 20.º | Ab.  |
| Vuelta a España | -    | -    | -    | 8º   | -    | -    | -    | -    | -    |